# ボスナ川
座標: 北緯45度04分00秒 東経18度28分01秒 / 北緯45.06667度 東経18.46694度

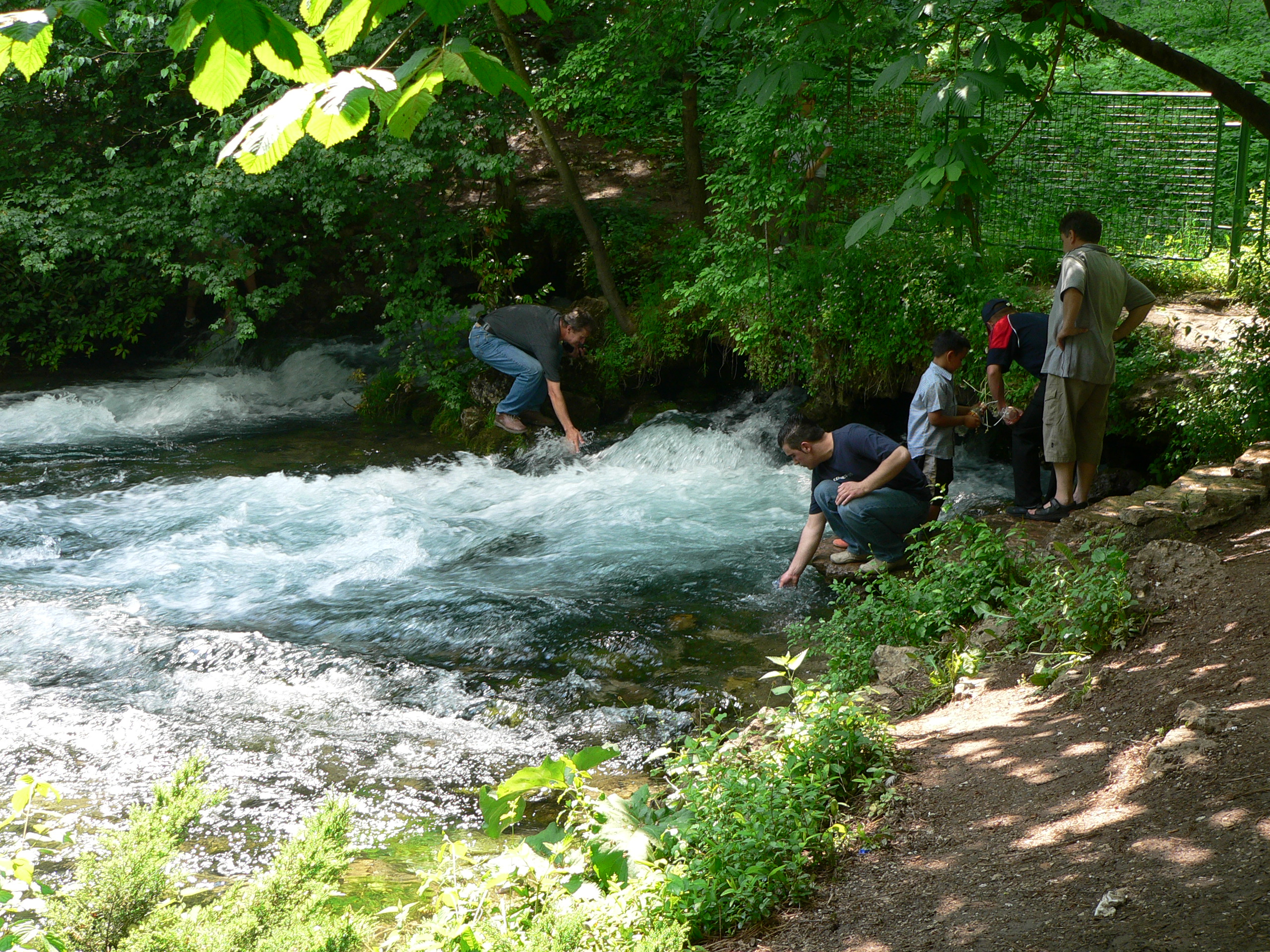
源流のヴレロ・ボスネ

ボスナ川（Bosna,Босна）はボスニア・ヘルツェゴビナを流れる川で、ボスニア・ヘルツェゴビナ国内を流れる3つの重要な河川の一つである。他の2つはネレトヴァ川（Neretva）、ヴルバス川（Vrbas）などで、ボスナ川は全長271kmの長さを有する。ボスニア・ヘルツェゴビナ領内を流れる河川では他にウナ川、北西部を流れるサヴァ川、北部を流れるドリナ川が有名である。ローマ時代にボスナ川はボッシニア（Bossina）、バスイヌス（Bathinus）と呼ばれ、イリュリア語ではボソナ(Bosona)と名付けていた。両方とも「流れる水」を意味している。

## 流域
ボスナ川はボスナ川渓谷を形作る。ボスニア・ヘルツェゴビナの工業の中心や百万人近くの人が住む地域を形成し、主要都市はボスナ川沿いに立地している。主な支流となる河川はジェリェズニツァ川（Željeznica）、ミリャツカ川（Miljacka）、フォイニツァ川（Fojnica）、ラシュヴァ川（Lašva）、ゴストヴィッチ川（Gostović）、ウソラ川（Usora）、スプレツァ川（Spreča）などである。
ボスナ川の源流はサラエヴォ郊外にあるイグマン山麓のヴレロ・ボスネ（Vrelo Bosne）である。ヴレロ・ボスネの泉はボスニア・ヘルツェゴビナの主だった自然的ランドマークになっており、観光地になっている。ボスナ川は泉を起点に北方向に流れボスニアの中心部を通り、最終的にはボサンスキ・シャマツでサヴァ川に流れ込む。ボスナ川はボスニア・ヘルツェゴビナ領内だけを流れる国内河川でサラエヴォ県、ゼニツァ＝ドボイ県、ドボイ地方、ポサヴィナ県を流れていく。途中、ヴィソコ、ゼニツァ、ドボイ、モドリチャ、ボサンスキ・シャマツの都市を経由する。